# Фотла корона
Фотла корона је мања корона на површини планете Венере. Налази се на координатама 58,5° јужно и 163,5° западно (планетоцентрични координатни систем +Е 0-360). Са пречником од 150 км међу мањим коронама је на овој планети. Налази се на континенту Лада.
Корона је име добила по келтској богињи плодности Фотли, а име короне утврдила је Међународна астрономска унија 1994. године.
У оквиру ове короне постоје три фарума чије величине постепено опадају идући од севера ка југу (највећи има пречник од 35 км). На јужним ободима короне видљиво је неколико мањих вулканских купа. 